# Giro d'Italia 1958
Il Giro d'Italia 1958, quarantunesima edizione della "Corsa Rosa", si svolse in venti tappe dal 18 maggio all'8 giugno 1958, per un percorso totale di 3 341,1 km. Fu vinto da Ercole Baldini.
Ultima partecipazione di Fausto Coppi al Giro (si classificò 32simo, a 52'14" da Baldini).

## Tappe
| Tappa  | Data      | Percorso                                          | km      | Vincitore di tappa  | Leader cl. generale |
| ------ | --------- | ------------------------------------------------- | ------- | ------------------- | ------------------- |
| 1ª     | 18 maggio | Milano > Varese                                   | 178     | Willy Vannitsen     | Willy Vannitsen     |
| 2ª     | 19 maggio | Varese > Comerio (cron. individuale)              | 26      | Ercole Baldini      | Ercole Baldini      |
| 3ª     | 20 maggio | Varese > Saint-Vincent                            | 187     | Salvador Botella    | Arnaldo Pambianco   |
| 4ª     | 21 maggio | Saint-Vincent > Collina di Superga                | 132     | Federico Bahamontes | Aldo Moser          |
| 5ª     | 22 maggio | Torino > Mondovì                                  | 193     | Alfredo Sabbadin    | Salvador Botella    |
| 6ª     | 23 maggio | Mondovì > Chiavari                                | 258     | Silvano Ciampi      | Giovanni Pettinati  |
| 7ª     | 24 maggio | Chiavari > Forte dei Marmi                        | 115     | Guido Boni          | Giovanni Pettinati  |
|        | 25 maggio | giorno di riposo                                  |         |                     |                     |
| 8ª     | 26 maggio | Viareggio > Viareggio (cron. individuale)         | 59,1    | Ercole Baldini      | Giovanni Pettinati  |
| 9ª     | 27 maggio | Firenze > Viterbo                                 | 215     | Nino Defilippis     | Giovanni Pettinati  |
| 10ª    | 28 maggio | Viterbo > Roma                                    | 155     | Gastone Nencini     | Giovanni Pettinati  |
| 11ª    | 29 maggio | Roma > Scanno                                     | 225     | Nino Defilippis     | Giovanni Pettinati  |
| 12ª    | 30 maggio | Scanno > San Benedetto del Tronto                 | 211     | Pierino Baffi       | Agostino Coletto    |
| 13ª    | 31 maggio | San Benedetto del Tronto > Cattolica              | 192     | Guido Carlesi       | Agostino Coletto    |
| 14ª    | 1º giugno | San Marino > San Marino (RSM) (cron. individuale) | 12      | Charly Gaul         | Agostino Coletto    |
| 15ª    | 2 giugno  | Cesena > Bosco Chiesanuova                        | 249     | Ercole Baldini      | Ercole Baldini      |
| 16ª    | 3 giugno  | Verona > Levico Terme                             | 200     | Miguel Poblet       | Ercole Baldini      |
|        | 4 giugno  | giorno di riposo                                  |         |                     |                     |
| 17ª    | 5 giugno  | Levico Terme > Bolzano                            | 198     | Ercole Baldini      | Ercole Baldini      |
| 18ª    | 6 giugno  | Bolzano > Trento                                  | 183     | Gastone Nencini     | Ercole Baldini      |
| 19ª    | 7 giugno  | Trento > Gardone Riviera                          | 176     | Miguel Poblet       | Ercole Baldini      |
| 20ª    | 8 giugno  | Salò > Milano                                     | 177     | Miguel Poblet       | Ercole Baldini      |
| Totale | Totale    | Totale                                            | 3 341,1 |                     |                     |

## Squadre e corridori partecipanti
| N.    | Cod. | Squadra         |
| ----- | ---- | --------------- |
| 1-8   | CHL  | Chlorodont      |
| 9-16  | MER  | Mercier         |
| 17-24 | LEG  | Legnano         |
| 25-32 | FAE  | Faema-Guerra    |
| 33-40 | SRP  | Saint-Raphaël   |
| 41-48 | ASB  | Asborno-Fréjus  |
| 49-56 | ATA  | Atala-Pirelli   |
| 57-64 | BIA  | Bianchi-Pirelli |

| N.      | Cod. | Squadra               |
| ------- | ---- | --------------------- |
| 65-72   | CAL  | Calì Broni-Girardengo |
| 73-80   | CAR  | Carpano               |
| 81-88   | GHI  | Ghigi-Coppi           |
| 89-96   | IGN  | Ignis-Doniselli       |
| 97-104  | MOL  | Molteni               |
| 105-112 | SNP  | San Pellegrino Sport  |
| 113-120 | TOR  | Torpado               |

## Classifiche finali

### Classifica generale - Maglia rosa
| Pos. | Corridore         | Squadra     | Tempo     |
| ---- | ----------------- | ----------- | --------- |
| 1    | Ercole Baldini    | Legnano     | 92h09'30" |
| 2    | Jean Brankart     | St. Raphaël | a 4'17"   |
| 3    | Charly Gaul       | Faema       | a 6'07"   |
| 4    | Louis Bobet       | Mercier     | a 9'27"   |
| 5    | Gastone Nencini   | Chlorodont  | a 10'36"  |
| 6    | Miguel Poblet     | Ignis       | a 11'07"  |
| 7    | Jesús Loroño      | Faema       | a 12'12"  |
| 8    | Raphaël Géminiani | St. Raphaël | a 13'12"  |
| 9    | Pasquale Fornara  | Ignis       | a 14'13"  |
| 10   | Aldo Moser        | Calì Broni  | a 15'00"  |

### Classifica scalatori
| Pos. | Corridore           | Squadra     | Punti |
| ---- | ------------------- | ----------- | ----- |
| 1    | Jean Brankart       | St. Raphaël | 56    |
| 2    | Ercole Baldini      | Legnano     | 39    |
| 3    | Charly Gaul         | Faema       | 38    |
| 4    | Federico Bahamontes | Faema       | 37    |
| 5    | Nino Defilippis     | Carpano     | 19    |

### Classifica a punti
| Pos. | Corridore       | Squadra     | Punti |
| ---- | --------------- | ----------- | ----- |
| 1    | Miguel Poblet   | Ignis       | 182   |
| 2    | Ercole Baldini  | Legnano     | 144   |
| 3    | Jean Brankart   | St. Raphaël | 111   |
| 4    | Gastone Nencini | Chlorodont  | 96    |
| 5    | Nino Defilippis | Carpano     | 82,5  |

### Classifica traguardi volanti
| Pos. | Corridore          | Squadra | Punti |
| ---- | ------------------ | ------- | ----- |
| 1    | Alessandro Fantini | Atala   | 35    |

### Classifica squadre
| Pos. | Squadra              | Punti       |
| ---- | -------------------- | ----------- |
| 1    | Carpano              | 276h41'22"' |
| 2    | Faema-Guerra         | a 6'13"     |
| 3    | Saint-Raphaël        | a 41'23"    |
| 4    | San Pellegrino Sport | a 53'08"    |
| 5    | Atala-Pirelli        | a 1h04'32"  |